# Ноєндорф (Баварія)
Ноєндорф (нім. Neuendorf) — громада в Німеччині, знаходиться в землі Баварія. Підпорядковується адміністративному округу Нижня Франконія. Входить до складу району Майн-Шпессарт. Складова частина об'єднання громад Лор-ам-Майн.
Площа — 9,65 км2. Населення становить 823 ос. (станом на 31 грудня 2020).